# Ristiina
Ristiina (in svedese Kristina) è stato un comune finlandese, avente 4796 abitanti al momento della soppressione della municipalità a fine 2012, situato nella regione del Savo Meridionale. Dal 1º gennaio 2013 è stato inglobato nella città di Mikkeli.
Situato a 18 km a sud della città di Mikkeli, è uno dei villaggi storici della regione, fondato nel 1649 dal conte Per Brahe, che lo chiamò così in onore della moglie Kristina, che sarebbe poi diventata regina di Svezia.
Uno dei principali luoghi di interesse di questa cittadina sono le rovine del castello di Brahelinna, a 2 km circa dal centro cittadino. Altri luoghi di spicco nella zona sono le pitture rupestri di Astuvansalmi e il museo Pien-Toijolan talomuseo.